# Damian Walshe-Howling

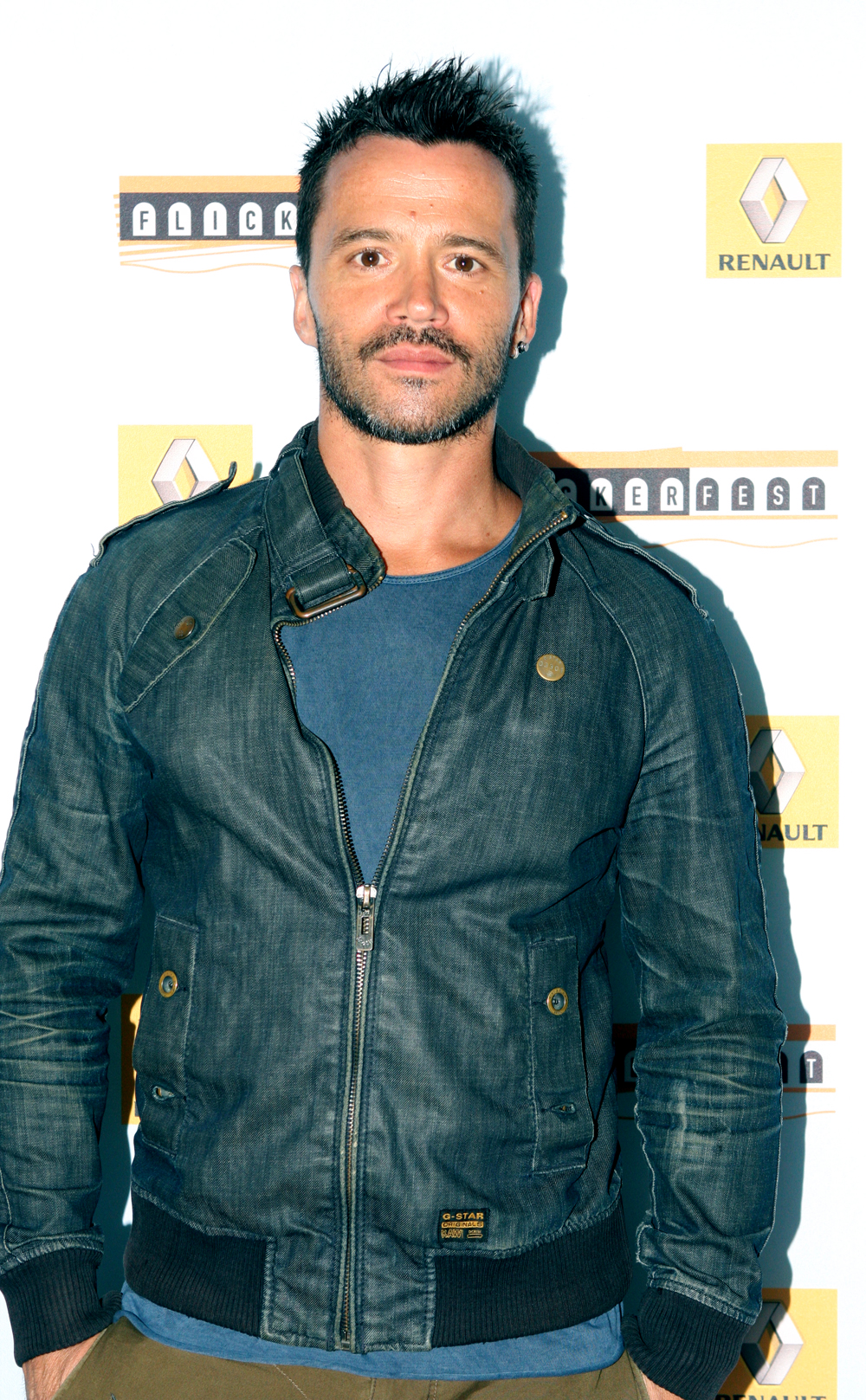
Walshe-Howling na „Flickerfest Short Film Festival” (2013)

Damian Walshe-Howling (ur. 22 stycznia 1971 r. w Melbourne) – australijski aktor telewizyjny i filmowy i reżyser.

## Filmografia

### Filmy fabularne
- 1990: Więcej zwycięzców: Chłopiec żołnierski (More Winners: Boy Soldiers) jako Reg Sanders
- 2000: A Wreck, a Tangle jako Benjamin
- 2000: Halifax f.p: A Person of Interest jako Scott Brennan
- 2001: Powrót Saturna (Saturn's Return) jako
- 2001: He Died with a Felafel in His Hand (E mori con un felafel in mano) jako Milo
- 2003: Ned Kelly jako Policjant
- 2004: Josh Jarman jako mistrz teatru
- 2005: Trzy miesiące na morzu (Three Months at Sea) jako Julian
- 2005: Parasol męski (The Unbrella Men) jako John
- 2005: Dożywocie (Life) jako Joey Cardamone
- 2005: Pęknięcie (Rupture) jako Człowiek
- 2005: The Heartbreak Tour jako Danny
- 2006: Brudna robota (Kenny) jako szalony mężczyzna w toalecie
- 2006: Teenage Lust jako Tom
- 2006: Makbet (Macbeth) jako Ross
- 2006: Insignia jako Paul Andrews
- 2008: Kruszywo (Crushed)
- 2010: The Clearing jako Adam
- 2010: Rafa (The Reef) jako Luke
- 2011: Małpy (Monkeys) jako Przyjaciel 2
- 2011: Panika na Rock Island (Panic at Rock Island) jako Rufus
- 2011: Apokaliptyczny człowiek (Post Apocalyptic Man) jako Shade
- 2013: Latni garnitur (Summer Suit) jako ojciec
- 2013: Misterium drogi (Mystery Road) jako Wayne
- 2013: Wokół bloku (Around the Block) jako pan Graham

### Seriale TV
- 1993-94: Sąsiedzi (Neighbours) jako Troy Duncan
- 1994: Sky Trackers jako Hoon
- 1994-2006: Policjanci z Mt. Thomas (Blue Heelers) jako Adam Cooper
- 2001: W pogoni za szczęściem (The Secret Life of Us) jako Mac
- 2001: Love Is a Four-Letter Word jako Dean Masselos
- 2002: Sądny dzień (Marshall Law) jako Jeffrey Mason
- 2003: Stingers jako Dave Williams
- 2007: Wilfred jako Keith
- 2007: Cena życia (All Saints) jako Jacob Shipper
- 2007-2008: Satysfakcja (Satisfaction) jako Gino
- 2008: Porachunki (Underbelly) jako Andrew „Benji” Veniaman
- 2009: Mordy Koots jako Enemigo de Mordy
- 2009: Ekipa ratunkowa (Rescue: Special Ops) jako
- 2009: Co się stało z tym facetem? (Whatever Happened to That Guy?) jako Jarred
- 2009: East West 101 jako Tony Caruso
- 2011: Terra Nova jako Carter
- 2012: Bikie Wars: Brothers in Arms jako Mario „Chopper” Cianter
- 2012: Planeta odkryć (Planet unEarth)
- 2013: The Time of Our Lives jako Ewan
- 2014: Janet King jako Owen Mitchell
- 2014-: Stara szkoła (Old School ) jako Vince Pelagatti